# Sudoměř
Sudoměř település Csehországban, a Mladá Boleslav-i járásban. Sudoměř Katusice, Skalsko, Kováň, Březovice és Kluky településekkel határos. Lakosainak száma 104 fő (2024. január 1.).

## Népesség
A település lakosságának változását az alábbi diagram mutatja:
| Lakosok száma | 224  | 239  | 284  | 172  | 116  | 77   | 100  | 98   | 104  | 104  |
|               | 1869 | 1890 | 1921 | 1950 | 1980 | 2001 | 2017 | 2019 | 2022 | 2024 |